# Naturschutzgebiet Grebensteine bei Willingen
Das Naturschutzgebiet Grebensteine bei Willingen mit einer Größe von 15,70 ha liegt südlich von Willingen  im Landkreis Waldeck-Frankenberg. Das Naturschutzgebiet (NSG) wurde 1985 ausgewiesen. Es liegt innerhalb des Naturparks Diemelsee. Es ist eine Teilfläche des FFH-Gebietes NSG-Komplex bei Willingen (DE 4718-301). Das NSG liegt am Osthang des Ittertals und unmittelbar angrenzend an die Mühlenkopfschanze. Südwestlich grenzt es direkt das Naturschutzgebiet Alter Hagen bei Willingen an. Auch Skywalk Willingen liegt neben dem NSG.

## Gebietsbeschreibung

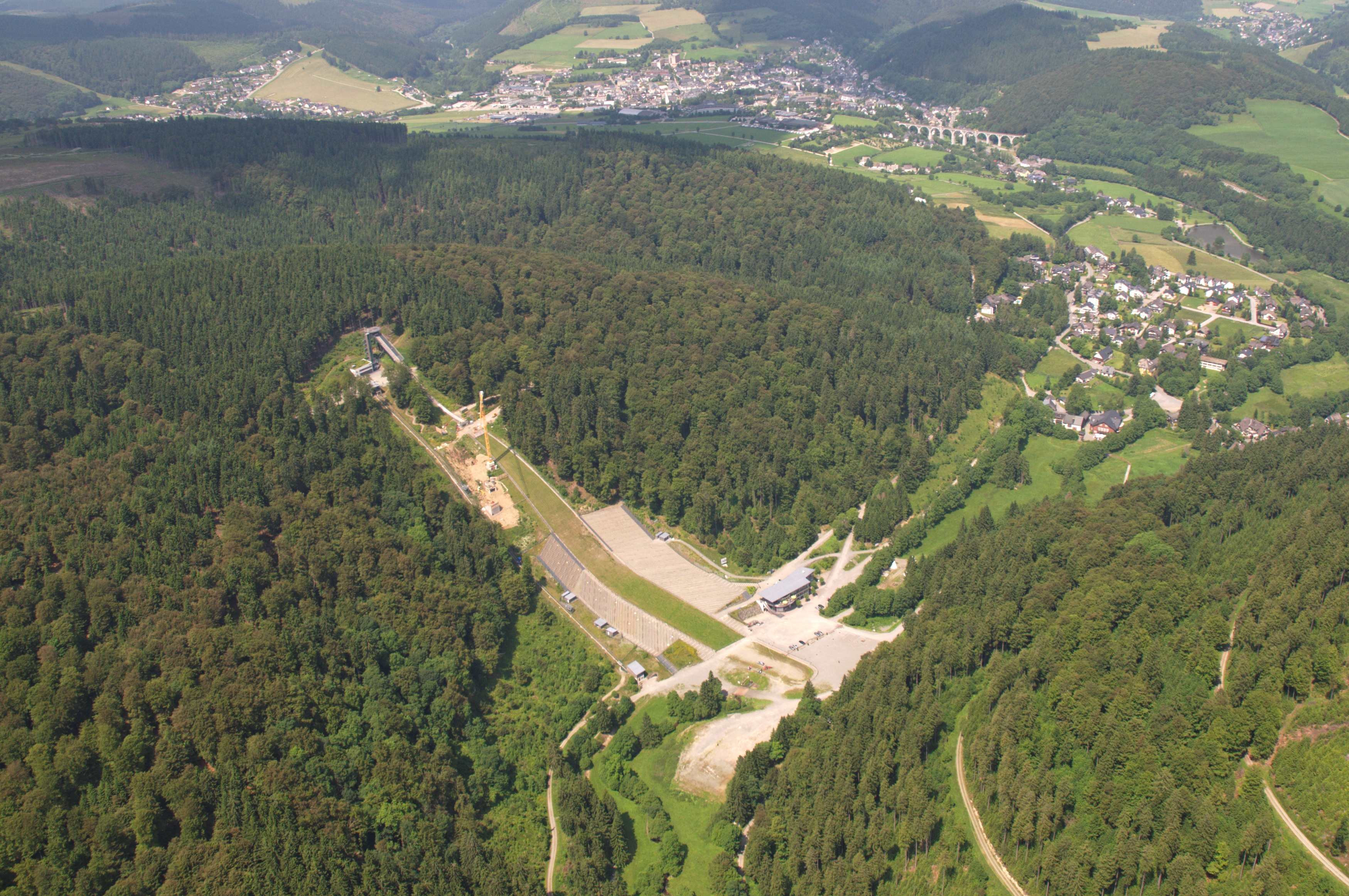
Nördlicher Bereich vom Naturschutzgebiet Grebensteine bei Willingen (links neben der Sprungschanze)

Beim NSG handelt es sich um einen Schluchtwald mit urwaldartigem Charakter und einer montanen Hochstaudenflora. Die Grebensteine, einzelne Felsen, die im mittleren und oberen Teil des Hanges steil aufragen, sind namengebend. Im Unterhang entspringen einige Quellen.

## Pflanzenwelt
Der Kern des Schutzgebietes besteht aus einem Schluchtwald mit Sommerlinden-Bergulmen-Bergahorn-Wald auf den sickerfeuchten und blockfelsreichen Bereichen. Der Schluchtwaldbereich ist von Bodensauren Hainsimsen-Bergbuchenwäldern umgeben. Die Baumschicht ist geprägt durch Berg-Ahorn und Esche. Auch Berg-Ulmen, vereinzelt Spitz-Ahorn und noch seltener Sommer-Linde kommen ebenfalls vor. In der Strauchschicht kommen Seidelbast und im Bereich der Felsen Alpen-Johannisbeere vor. 
Im Schluchtwald stehen großflächige Bestände des Ausdauerndes Silberblatt. Einer Charakterart von Schluchtwälder. Charakterarten der Krautflora sind Ähriges Christophskraut und der Gelappter Schildfarn. Im Naturschutzgebiet sind die bedrohte Pflanzenarten Wolfs-Eisenhut, Bach-Nelkenwurz, Sprossender Bärlapp und Weiße Pestwurz vor. 
Es wurden zehn Farnarten nachgewiesen. Es gibt eine üppige Moosflora.

## Insektenwelt
Es wurden 42 Schmetterlingsarten des kühl-feuchten, montanen Klimas nachgewiesen. Zu den Schmetterlingsarten im Schutzgebiet gehören Großer Schillerfalter, Weißbindiger Mohrenfalter und Gelbköpfiger Springkraut-Blattspanner.

## Schutzzweck
Laut Naturschutzgebiets-Ausweisung wurde das Gebiet wegen seiner Bedeutung für die Botanik als Naturschutzgebiet eingerichtet. Wie bei allen Naturschutzgebieten in Deutschland wurde in der Schutzausweisung darauf hingewiesen, dass das Gebiet „wegen der Seltenheit, besonderen Eigenart und Schönheit des Gebietes“ zum Naturschutzgebiet wurde.